# Meds
Meds – piąta płyta brytyjskiego zespołu Placebo, wydana w większości krajów 13 marca 2006 (oprócz Australii i Nowej Zelandii, gdzie płyta ukazała się 3 dni wcześniej).
Na płycie znajdują się 2 duety – utwór "Meds" z Alison Mosshart z grupy The Kills oraz utwór "Broken Promise" z Michaelem Stipem (R.E.M.).
Wydano także specjalne edycje płyty, różniące się zawartością i poligrafią. Ukazały się one 13 marca we wszystkich wspomnianych krajach, oprócz Nowej Zelandii.

## Lista utworów
1. "Meds" (gościnnie Alison Mosshart) – 2:54
2. "Infra-Red" – 3:14
3. "Drag" – 3:20
4. "Space Monkey" – 3:51
5. "Follow the Cops Back Home" – 4:39
6. "Post Blue" – 3:11
  - reedycja USA albumu zawiera utwór w wersji zremiksowanej: "Post Blue (Dave Bascombe Mix)"
7. "Because I Want You" – 3:22
8. "Blind" – 4:01
9. "Pierrot the Clown" – 4:21
10. "Broken Promise" (gościnnie Michael Stipe) – 4:10
11. "One of a Kind" – 3:20
12. "In the Cold Light of Morning" – 3:52
13. "Song to Say Goodbye" – 3:34

bonusowe utwory na reedycji USA:
14. "UNEEDMEMORETHANINEEDU" – 3:30
15. "Running Up That Hill" (cover Kate Bush) – 4:56

## Bonusowy dysk DVD
1. "Documentary" (dokument)
2. "Lyrics" (teksty)
3. "Twenty Years" (nagranie koncertowe, Wembley, 05.11.2004)
4. "If Only Tonight We Could Sleep" (Placebo i The Cure, nagranie koncertowe, Le Zénith, Paryż, 14.10.2004)
5. "Backstage at Live 8 Photo Galleries" (galeria zdjęć z Live 8)
6. "Long Division"
7. "In the Cold Light of Morning" (demo)
8. "I Do" (demo)
9. "Pierrot the Clown" (demo)
10. Wersje instrumentalne wszystkich utworów z Meds

## Strona B singla "Meds"
Na tak zwanej stronie B singla "Meds", znajdują się następujące, niepublikowane dotąd utwory:
- "UNEEDMEMORETHANINEEDU"
- "Running Up That Hill" (cover Kate Bush)